# Parmatergus
Genre
Parmatergus est un genre d'araignées aranéomorphes de la famille des Araneidae.

## Distribution
Les espèces de ce genre sont endémiques de Madagascar.

## Liste des espèces
Selon World Spider Catalog (version 17.0, 25/03/2016) :
- Parmatergus coccinelloides Emerit, 1994
- Parmatergus lens Emerit, 1994

## Publication originale
- Emerit, 1994 : Nouvelle contribution à l'étude des gastéracanthes de Madagascar: le genre Parmatergus (Araneidae, Gasteracanthinae). Revue arachnologique, vol. 10, p. 155-170.